# أبو أمية بن المغيرة
أبو أمية بن المغيرة واسمه الأصلي حذيفة ويُلقب زاد الراكب:80 كان أحد سادات قريش في أوائل القرن السابع الميلادي.

## العائلة
هو ابن المغيرة بن عبد الله بن عمر بن مخزوم، وهو من بني مخزوم من قبيلة قريش.:80 وكان من بين إخوته التاليين:
1. مهشم.[2]:147
2. عبد الله.[2]:286
3. عبد شمس.[3]:202
4. الوليد،[2]:119,165 والد خالد بن الوليد.[2]:187–188
5. حفص، الزوج الأول لهند بنت عتبة.[4]:165
6. الفاكه،[2]:165,562 الزوج الثاني لهند بنت عتبة.[5]
7. هشام، والد عمرو بن هشام.[2]:119 يكنى بأبي ربيعة،[3]:186 وهو جد عمر بن الخطاب لأمه.[2]:159
8. هاشم.[3]:185

ومن بين زوجاته وأولاده ما يلي:
1. عاتكة بنت عبد المطلب، من قبيلة قريش من بني هاشم وهي عمة الرسول محمد صلى الله عليه وسلم.
  1. عبد الله[4]:134–135
  2. زهير[2]:177
  3. قريبة الكبرى، زوجة زمعة بن الأسود.[6][5]:31
  4. عامر.[7]
2. عاتكة بنت عامر بن ربيعة، من قبيلة فراس بن غنم من قبيلة كنانة.
  1. أم سلمة، إحدى أمهات المؤمنين وزوجة الرسول محمد صلى الله عليه و سلم. [1]:80,175
  2. هشام[2]:403
  3. مسعود[2]:338
  4. المهاجر[1]:80
3. عاتكة بنت عتبة بن ربيعة، من عشيرة عبد شمس من قريش.
  1. قريبة الصغرى، زوجة عمر بن الخطاب وعبد الرحمن بن أبي بكر ومعاوية بن أبي سفيان تباعًا.[4]:184

## إعادة بناء الكعبة
كان أبو أمية أحد سادات قريش في الوقت الذي أعيد فيه بناء الكعبة المشرفة.:24 شاركت جميع عشائر قريش في هذه المهمة، حيث عملت بنو مخزوم على القسم بين الحجر الأسود والركن الجنوبي.:84–85
نشأ الجدل حول من يجب أن يكون له شرف استبدال الحجر الأسود. أصبح الخلاف شديدًا لدرجة أنه لمدة أربعة أو خمسة أيام توقفت جميع الأعمال في إعادة البناء. لعب أبو أمية دورًا رئيسيًا في تسوية الخلاف من خلال اقتراح تعيين الرجل التالي الذي يدخل البوابة حكمًا. وافقت قريش على هذا. كما حدث، كان الرجل التالي الذي دخل هو النبي محمد. فسرّت قريش بقولها: «هذا هو الأمين. نحن راضون. هذا هو محمد». قام بتسوية الخلاف بوضع الحجر الأسود على عباءة. أخذ ممثلو كل عشيرة زاوية واحدة، ورفعوا العباءة معًا. ثم وضع محمد الحجر بيده.:86